# Colehill
Colehill és un poble a prop de Wimborne Minster a Dorset (Anglaterra). El 2011 tenia 6927 habitants.